# 12-я танковая бригада
12-я отдельная танковая бригада — воинское соединение Вооружённых Сил СССР в Великой Отечественной войне.
Сформирована 2 сентября 1941 года в Харькове, на базе 43-й танковой дивизии (Бердичев) на основании директивы ГШ КА № 725239 от 2.9.41 в составе войск Юго-Западного Фронта. Постановлением ГКО № ГКО №-571сс от 13 сентября 1941 года ГАБТУ было обязано закончить формирование отдельной бригады к 28 сентября 1941 года. Бригада формировалась по штатам № 010/75 — 010/83 и 010/87 от 13 сентября 1941 года. В сентябре 1941 года отбр получила 4 артустановки ЗиС-30 на вооружение противотанковой батареи противотанкового дивизиона.
Дислоцировалась в районе г. Змиев Харьковской области.

## Состав
Состав на 13 сентября 1941:
- Управление бригады [10/75] — 54 чел.
- Рота управления [10/76] — 175 чел.
- Разведывательная рота [10/77] — 107 чел.
- 12-й танковый полк [010/87] — 422 чел.
- 1-й танковый батальон
- 2-й танковый батальон
- Мотострелково-пулемётный батальон [010/79] — 422 чел.
- Зенитный дивизион
- Ремонтно-восстановительная рота [010/81] — 91 чел.
- Автотранспортная рота [010/82] — 62 чел.
- Медико-санитарный взвод [010/83] — 28 чел.

Позднее полковое звено ликвидировали.

## История
12-я отдельная танковая бригада была сформирована 2 сентября 1941 года в городе Змиев Харьковской области на базе 43-й танковой дивизии (Бердичев) в составе войск Юго-Западного фронта.
Наступала с 22 сентября по 19 октября во взаимодействии с 270-й стрелковой дивизии 6-й армии в районах Красноград, Чапаево. С 22 октября 1941 года по январь 1942 года находилась в резерве Юго-Западного фронта в районе Изюм, Каменка.
С 18 января 1942 года бригада участвовала в Барвенково-Лозовской наступательной операции.
В мае 1942 бригада участвовала в Харьковской наступательной операции в районе Славянска, Краматорска и Изюма и понесла значительные потери.
В июле 1942 года бригада изымается из Юго-Западного фронта и направляется на переформирование в Саратов, с одновременной передачей Сталинградскому фронту. Совершив 250-километровый марш, бригада сконцентрировалась в районе станции Котлубань.
Бригада участвовала в контрнаступлении в составе 1-й Гвардейской армии в сентябре-октябре 1942 года. D бою под  12-я танковая бригада практически погибла в полном составе: В боях 18‑25 сентября в районе Котлубани, Краснограда и хутора Бородкин бригада понесла тяжелейшие потери в живой силе и технике, из 35 танков осталось 4, погиб 31 командир машин.
18 октября 1942 сводная рота из 4-х оставшихся танков выведена в резерв Донского фронта. 20 ноября 1942 на основании директивы УФ и У/2/1053 от 20.11.1942 переформирована в 51-й и 52-й танковые полки.

## В составе
Находилась в составе 6-й армии Юго-Западного фронта, Южного фронта. Прибыла 21.9.41. Выбыла 20.10.41. Выведена в резерв ЮЗФ. Подчинена командованию войсками 57-й армии с 18.1.42 по 29.1.42. Переподчинена командованию войсками 9-й армии с 29.1.42 по 16.7.42. Выведена в резерв Ставки на доукомплектование в Разбойщина Саратовской области с 16.7.42 по 8.9.42. Подчинена 1-й гвардейской армии Сталинградского фронта.
Во время Сталинградского сражения входила в состав 1-й гвардейский Армии (с 9 по 18 августа — Юго-Западного, с 18 августа по 30 сентября — Сталинградского, с 30 сентября по 15 октября 1942 — Донского фронтов). 20 ноября 1942 года — переформирована в 50-й (по перечню танковых полков номер не занят), 51-й и 52-й танковые полки (51-й отдельный танковый полк).
В составе действующей армии:
- с 09.09.1941 по 16.07.1942
- с 09.09.1942 по 09.11.1942

## Командование
Командиры
- Тамручи Владимир Степанович (сентябрь 1941), генерал-майор
- Баданов Василий Михайлович (02.09.1941 — 16.03.1942), полковник
- Кирнос, Авраам Соломонович (17.03.1942 — 20.11.1942), полковник

Начальники штаба
- Цинченко, Александр Васильевич (1 января — 31 марта 1942), подполковник[4].